# William d’Aubigny, 3. Earl of Arundel

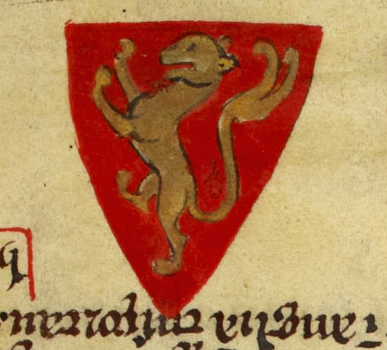
Das Wappen von William d’Aubigny, 3. Earl of Arundel.

William d’Aubigny, 3. Earl of Arundel (auch William de Albini; * um 1174; † vor 30. März 1221 bei Rom) war ein englischer Magnat.

## Herkunft
William d’Aubigny entstammte der anglonormannischen Adelsfamilie Aubigny. Er war ein Sohn von William d’Aubigny, 2. Earl of Arundel, und dessen Ehefrau Matilda de Saint-Hilaire, der Witwe von Roger de Clare, 2. Earl of Hertford und Tochter und Erbin von James de St Hilaire, Baron von Field Dalling in Norfolk. Nach dem Tod seines Vaters am 13. Dezember 1193 erbte er dessen umfangreichen Besitzungen und den Titel Earl of Arundel. Zu seinen Besitzungen gehörten Buckenham in Norfolk und die Honour of Arundel in Sussex. Nach dem Tod seiner Mutter Mathilda 1195 konnte er jedoch nicht seinen Erbanspruch auf die Güter seines Großvaters in Norfolk und Northampton durchsetzen, die an seinen Halbbruder Richard de Clare, 4. Earl of Hertford fielen. Dennoch war er einer der mächtigsten Barone Englands, dazu besaß er Besitzungen in der Normandie, jedoch im Französisch-Englischen Krieg verloren gingen, als die Normandie 1204 vom französischen König erobert wurde. Aubigny erwarb die Vormundschaft für seine Halbschwester Avelina, eine Tochter aus der ersten Ehe seiner Mutter, nachdem ihr erster Ehemann verstorben war, und verheiratete sie mit Geoffrey fitz Peter, 1. Earl of Essex.

## Leben
Aubigny war ein Günstling von König Johann, an dessen Seite er Ende der 1190er Jahre in der Normandie gekämpft hatte. Johann belohnte ihn mit dem Erlass von Schulden und der Überlassung von Besitzungen, die er gegen nur geringe Gebühren verwalten durfte. Im Auftrag des Königs verhandelte er im Sommer 1209 mit Stephen Langton, den vom König abgelehnten neuen Erzbischof von Canterbury. Nachdem Johann in diesem Konflikt nachgeben musste, bezeugte Aubigny am 15. Mai 1213 mit die Unterwerfung des Königs vor dem päpstlichen Legaten, anschließend gehörte er zu den Magnaten, die Erzbischof Langton bei der Ankunft aus seinem Exil in England begrüßten.
Während der Rebellion der Barone 1215 blieb Aubigny zunächst königstreu und war einer der Vertreter des Königs bei der Besiegelung der Magna Carta im Juni 1215. Während des Ersten Kriegs der Barone wechselte er jedoch nach der Ankunft des französischen Prinzen Ludwig im Frühjahr 1216 in England am 14. Juni auf die Seite der Rebellen. Nach der Schlacht von Lincoln im Mai 1217 schloss er sich wieder der Königspartei an und unterstützte den neuen König Heinrich III. Nach dem Ende des Kriegs der Barone schloss er mit anderen englischen Baronen, darunter seinem Schwager Ranulph de Blondeville, 4. Earl of Chester, dem Kreuzzug von Damiette an und brach im Mai 1218 von England aus auf. Im November 1219 nahm er an der Eroberung von Damiette in Ägypten teil. Während der Rückreise nach England starb er in Cainell bei Rom, sein Leichnam wurde in die Wymondham Abbey in Norfolk überführt.

## Familie und Nachkommen
William d’Aubigny heiratete Mabel († nach 1232), die zweitälteste Tochter von Hugh de Kevelioc, 3. Earl of Chester. Mit ihr hatte er mehrere Kinder, darunter:
- William d’Aubigny, 4. Earl of Arundel († 1224);
- Hugh d’Aubigny, 5. Earl of Arundel († 1243);
- Maud d’Aubigny († vor 1242) ⚭ Robert de Tatteshall († 1249);
- Isabel d’Aubigny ⚭ John FitzAlan, Lord of Clun and Oswestry († 1240);
- Nicole d’Aubigny ⚭ Roger de Somery, Lord of Dudley († vor 1273);
- Cicely d’Aubigny ⚭ Roger de Montalt, Lord of Montalt.

Sein Erbe wurde sein ältester Sohn William, nach dessen kinderlosen Tod im August 1224 wurde sein zweiter Sohn Hugh sein Erbe. Auch dieser starb 1243 ohne direkten Erben, so dass die Besitzungen unter Aubignys vier Töchtern und deren Nachkommen aufgeteilt wurden. Arundel Castle und der Anspruch auf den Titel Earl of Arundel fielen an die Nachfahren seiner Tochter Isabel aus dem Haus FitzAlan.